# 蒸気圧縮冷凍機
蒸気圧縮冷凍機（じょうきあっしゅくれいとうき、英: vapor-compression refrigerator）は気体の冷媒を圧縮機で圧縮し凝縮器で冷却して圧力が高い液体をつくり、膨張弁で圧力を下げ蒸発器で低温で気化させ気化熱で熱を奪い取るものである。
圧縮機の駆動には、電気式の場合電動機が使用される。業務用ではガスエンジン・ガスタービンエンジン・蒸気タービン利用のものがある。
圧縮機を潤滑するため冷媒となじみの良い冷凍機油が使用される。

## 特徴
吸収式冷凍機と比較して次の特徴がある。
利点
- より小型の物の製造が可能である。
- 容量あたりの質量・体積が小さく安価である。
- 成績係数が良く、凝縮機からの放熱が少ない。
- 冷凍サイクルの最高温度が低いため点検の周期を長くしても支障が少ない。

欠点
- 騒音がやや大きい。
- 電動機利用のものの場合、最大需要電力の増加要因となる。
- 冷凍サイクルにおいて高圧ガスが製造されるため、運転や維持管理には保安上の注意が必要である。資格者（冷凍機械責任者）の選任が必要となる場合もある。
  - 機械の構造上、配線接続など完全密閉は不可能なため、高圧の冷媒が微量ずつ漏洩していく。系内の圧力が規定を下回ると膨張弁・蒸発器より手前で吸熱反応を生じるようになり、機能を失う。
  - 冷媒にフロンガスを用いるものでは環境規制により再充填が不可能な場合があり、実質的に機器の寿命となる。

## 種類
- 直接膨張式 : 利用する場所で冷媒を膨張させ熱を奪うもの。
- 冷水機（チラー） : 冷水を製造しそれを熱利用場所へ運んで利用するもの。
- ブラインチラー : 不凍液を使用して0℃以下の冷熱を移送して利用するもの。

## 用途
- 冷蔵庫
- エア・コンディショナー

## 主な冷凍サイクル
- 単段蒸気圧縮冷凍サイクル : エア・コンディショナー、冷蔵庫
- 多段蒸気圧縮冷凍サイクル : 極低温用冷凍機
- 多元冷凍サイクル : 天然ガス液化、ドライアイス・液体空気製造

## 歴史
- 1823年 : マイケル・ファラデーがアンモニアを冷媒とした蒸気圧縮冷凍機の原理を発表。
- 1834年 : アメリカのパーキンスがエチルエーテルを冷媒とした実用的な冷凍サイクルの製氷器を最初に開発。
- 1873～1875年にかけて、リンデとボイルが実用的なアンモニア冷媒の蒸気圧縮冷凍機を開発。